# Врбовик
Врбовик је насељено мјесто у Босни и Херцеговини у Општини Бреза које административно припада Федерацији Босне и Херцеговине. Према попису становништва из 1991. у насељу је живјело 528 становника.

## Становништво
| Националност       | 1991.        | 1981.        | 1971.        |
| Муслимани          | 508 (96,21%) | 420 (99,05%) | 355 (99,16%) |
| Срби               | 0            | 0            | 0            |
| Хрвати             | 0            | 0            | 0            |
| Југословени        | 14 (2,65%)   | 2 (0,47%)    | 0            |
| остали и непознато | 6 (1,13%)    | 2 (0,47%)    | 3 (0,83%)    |
| Укупно             | 528          | 424          | 358          |